# مونا واسو
مونا واسو (انگلیسی: Mona Vasu؛ زادهٔ ۱۵ اکتبر ۱۹۸۲ ‏(۴۲ سال)) یک هنرپیشه تلویزیونی اهل هند است. او بیشتر به خاطر بازی در نقش شخصیت میلی در سریال تلویزیونی میلی در شبکه استار پلاس شناخته شده است.

## اوایل زندگی
او تحصیلات خود را در رشته جامعه شناسی از کالجی در دهلی نو در سال ۲۰۰۳ به پایان رساند. و برای دنبال کردن حرفه بازیگری به بمبئی رفت.